# Montsià
Montsià – comarca (powiat) w południowej Katalonii w Hiszpanii, leżąca w prowincji Tarragona u wybrzeża Morza Śródziemnego. Siedzibą comarki jest Amposta. Znajduje się tu Parque Natural del Delta del Ebro. Zajmuje powierzchnię 735,37 km² i liczy 64 181 mieszkańców.

## Gminy
- Alcanar
- Amposta
- Freginals
- La Galera
- Godall
- Mas de Barberans
- Masdenverge
- Sant Carles de la Ràpita
- Sant Jaume d'Enveja
- Santa Bàrbara
- La Sénia
- Ulldecona